# Juan Queipo de Llano y Flórez
Juan Queipo de Llano y Flórez (San Pedro de Arbas, 1584-Jaén, 3 de noviembre de 1647) fue un eclesiástico y jurista español, obispo de Pamplona y de Jaén y virrey interino de Navarra.

## Biografía
Nació en 1584 en el lugar y parroquia de San Pedro de Arbas, del concejo asturiano de Cangas de Tineo (hoy Cangas del Narcea). Fue el segundo hijo varón de Suero Queipo de Llano y María Flórez de Sierra, naturales de Cangas de Tineo. Su padre era segundón de la casa de Queipo de Llano de esta villa (después agraciada con el título condal de Toreno) y fundó nueva casa en San Pedro.
Estudió Latinidad en Cangas y Artes en Oviedo. Y después pasó a Salamanca donde cursó Derecho Civil y Canónico. Desde 1610 fue colegial del Insigne de San Pelayo y el 6 de marzo de 1612 pasó al Mayor de San Bartolomé el Viejo. Fue catedrático de esta Universidad y se doctoró en 1622.
En 1623 fue nombrado oidor de la Real Chancillería de Valladolid. En esta ciudad residía en el Colegio Mayor de Santa Cruz y enseñaba en la Universidad, hasta que en 1628 fue destinado a Roma como auditor del Tribunal de La Rota. Por su desempeño de este cargo mereció el aprecio particular del Papa Urbano VIII. En 1634 regresó como presidente a la Chancillería de Valladolid. Fue canónigo de las catedrales de Santiago y Toledo. 
En 1638 fue presentado por el Rey Felipe IV para la sede de Pamplona, donde hizo su entrada el 31 de octubre de 1639. En 1642 promulgó nuevos estatutos para el cabildo, y desde 1644 fue varias veces virrey de Navarra, con carácter interino. Como tal, en 1647 convocó cortes del reino. En dicho año fue trasladado a Jaén, donde entró en el mes de mayo y murió poco después: el 3 de noviembre de dicho año de 1647. Sus restos fueron sepultados en la catedral de Jaén y después trasladados a la Colegiata de Santa María Magdalena de Cangas de Tineo, villa donde había fundado un convento de religiosas dominicas recoletas.
| Predecesor: Pedro Fernández Zorrilla    | Obispo de Pamplona 1639-1647 | Sucesor: Francisco de Alarcón    |
| Predecesor: Baltasar Moscoso y Sandoval | Obispo de Jaén 1647          | Sucesor: Fernando Andrade Castro |